# Charles Adams (Unternehmer)
Charles Francis Adams (* 18. Oktober 1876 in Newport, Vermont; † 2. Oktober 1947 in Boston, Massachusetts) war ein US-amerikanischer Unternehmer, der erste Eigentümer der Boston Bruins, einer US-amerikanischen Eishockeyfranchise und Besitzer von First National Stores, einer der größten Lebensmittelmärkte in den Vereinigten Staaten.
Der Unternehmer Adams war in den 1920er-Jahren entscheidend am Wachstum des Eishockeysports in Boston beteiligt, als sich die National Hockey League in der Expansion befand. Nachdem er die Finalserie um den Stanley Cup 1924 in Montreal mitverfolgt hatte, begann er ein starkes Interesse am professionellen Eishockeysport zu entwickeln. Adams hegte den Wunsch ein NHL-Franchise zu erwerben. Von Adams Engagement imponiert, gelang es ihm NHL-Präsident Frank Calder auf seine Seite zu ziehen und ihm den Kauf einer Franchise zu ermöglichen. Im Sommer 1924 wurde ihm der Erwerb der Boston Bruins, damals die erste NHL-Franchise aus den Vereinigten Staaten, gebilligt. Als ersten Cheftrainer setzte er Art Ross ein und während Adams’ Präsidentschaft gewannen die Bruins 1929 ihren ersten Stanley Cup. Adams spielte jedoch nicht nur im Eishockey eine große Rolle, denn er förderte auch den regionalen Baseballsport – als Besitzer der Boston Braves – und Pferderennen.
Durch den Erwerb der Western Canada Hockey League für rund 300.000 US-Dollar gelang es Adams die Mannschaft der Bruins weiter zu verstärken und unter anderem Eddie Shore, Harry Oliver und Duke Keats nach Boston zu lotsen. Weiters gewährte Adams 500.000 US-Dollar zum Bau des Boston Garden.
Seinen besonderen Einsatz und den seiner Erben Weston Adams und Weston Adams junior honorierte die National Hockey League im Jahre 1974, als eine der neuen Divisionen nach dieser ersten Eishockeyfamilie benannt wurde. 1960 wurde er mit der Aufnahme in die Hockey Hall of Fame geehrt.